# Poncé-sur-le-Loir
Poncé-sur-le-Loir là một xã thuộc tỉnh Sarthe trong vùng Pays-de-la-Loire phía tây bắc nước Pháp. Xã này nằm ở khu vực có độ cao từ 55-153 mét trên mực nước biển.
.